# Spaklerweg (metrostation)
Spaklerweg is een station van de Amsterdamse metro, vernoemd naar de Spaklerweg in het stadsdeel Oost.

## Omschrijving
Het station heeft twee eilandperrons met in totaal vier sporen. Het station is in gebruik genomen op 4 juni 1982, ruim vier en een half jaar na de opening van de Oostlijn.
Oorspronkelijk was het station ontworpen als overstapstation tussen de Oostlijn en een aftakking naar Amstelveen. Omdat deze laatste niet werd aangelegd verbood minister Tjerk Westerterp het in ruwbouw gereed zijnde station in gebruik te nemen, omdat het geen functie meer had en destijds in die omgeving nauwelijks bedrijven waren. Uiteindelijk werd het alsnog afgebouwd en op 4 juni 1982 in gebruik genomen, mede door de komst van een groot aantal bedrijven en instellingen in de omgeving van het station. Tussen de twee perrons verschenen geen sporen, maar werden lantaarnpalen geplaatst. De metrolijnen (Gaasperplas en Gein) stopten alleen op de twee buitenste sporen.
Tussen 30 november 1990 en 3 maart 2019 werd station Spaklerweg ook aangedaan door de Amstelveenlijn (lijn 51) en kwamen er ook sporen tussen de perrons. In die periode werd de binnenzijde van de perrons slechts voor de helft gebruikt door de relatief korte sneltrams en waren ze aan de noordzijde afgeschermd. De Amstelveenlijn is vanaf 3 maart 2019 vervangen door metrolijn 51. Omdat er ook ander materieel ging rijden, zijn de binnenzijde van de perrons sindsdien over de gehele lengte te gebruiken. Ook is er aan de noordzijde een keergelegenheid gekomen. Ten zuiden van het station buigt lijn 51 in westelijke richting af via een onderdoorgang onder de spoorlijn Amsterdam - Elten richting Overamstel. Deze onderdoorgang bestaat uit drie tunnels, waarbij de meest zuidelijke tunnel toegang geeft tot het werkemplacement Spaklerweg.
Spaklerweg was een van de weinige metrostations zonder roltrappen. Sinds de renovatie in 2018 beschikken beide perrons echter over roltrappen. Daarnaast was Spaklerweg tot 2018 het enige bovengrondse station van de Oostlijn zonder een perronkap, maar in 2018 werd deze alsnog aangebracht boven beide perrons. Tegelijkertijd tijd kreeg het gehele station een opknapbeurt. Het kreeg nieuwe belettering bij de in- en uitgangen, de daarvoor bestemde tegels werden gebakken  door Koninklijke Tichelaar Makkum; het lettertype is afkomstig van René Knip, die zichzelf echter ziet als grafisch ontwerper en niet als kunstenaar ("Ik ben geen kunstenaar hoor"). De belettering van de stationsborden is ontworpen door Gerard Unger (M.O.L.).
De uitgang aan de H.J.E. Wenckebachweg grensde jarenlang aan het gebouw van de Bijlmerbajes, die in 2018-2020 gesloopt werd. Aan de westzijde bevindt zich het terrein van Waternet.
In 2022 werd de westelijke toegang aan de Spaklerweg, waar in 1982 een zeer sobere "constructie van tijdelijke aard" was gerealiseerd, uitgebouwd tot een volwaardige toegang.

## Afbeeldingen

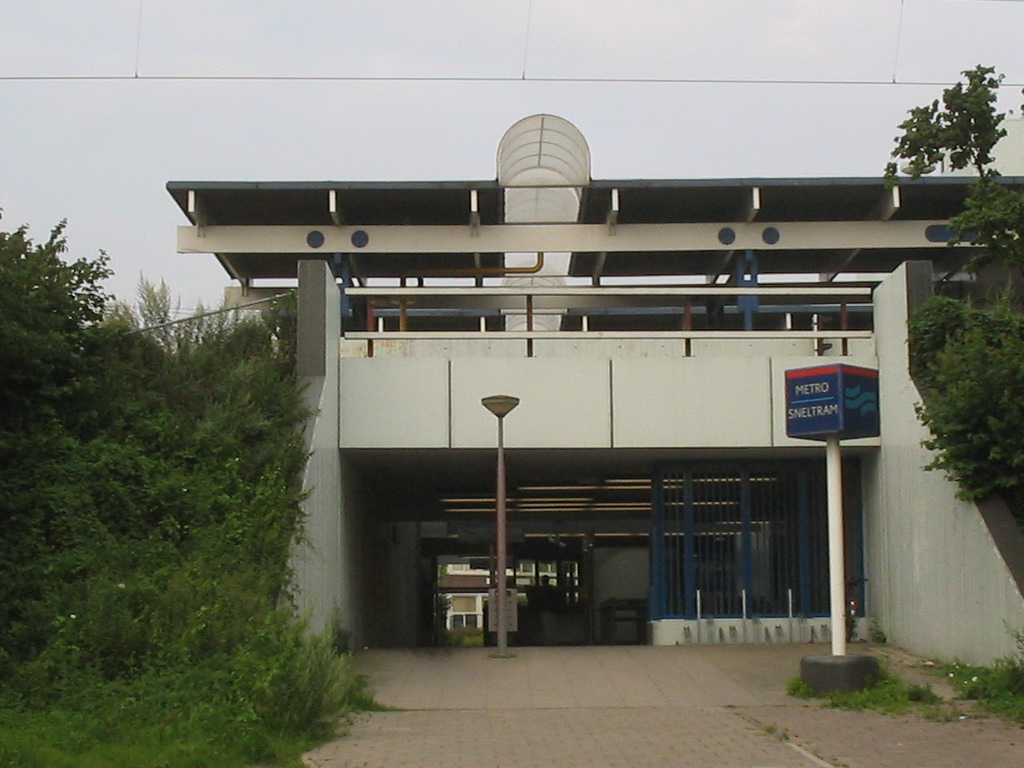
Ingang Wenckebachweg
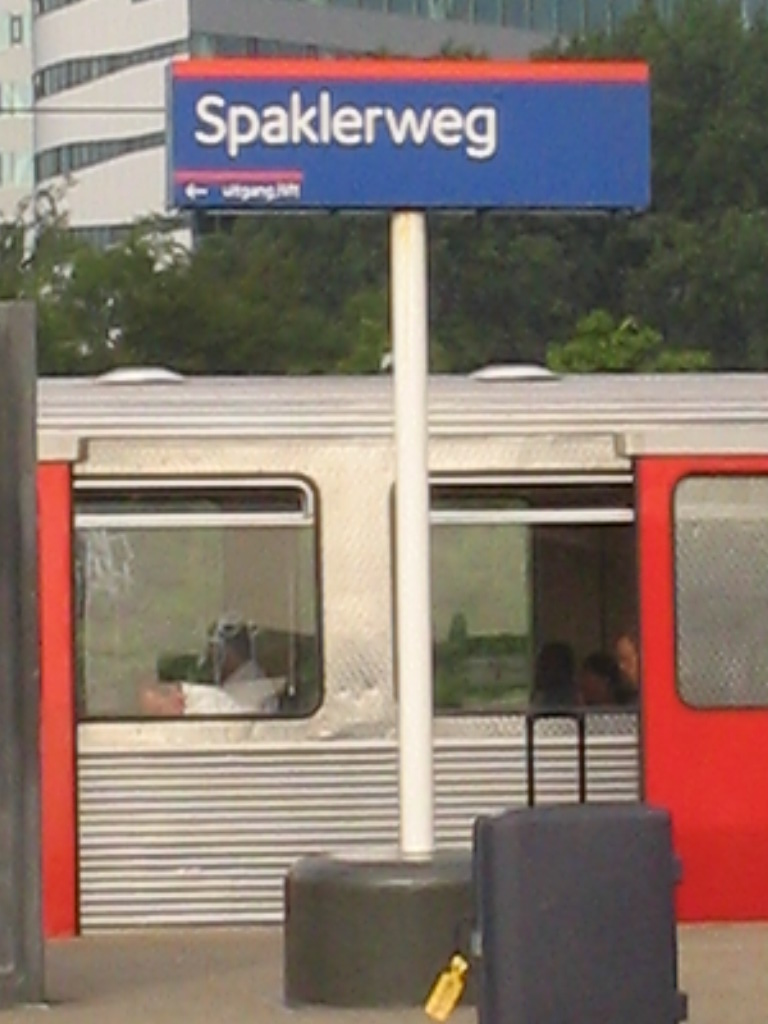
Haltebord
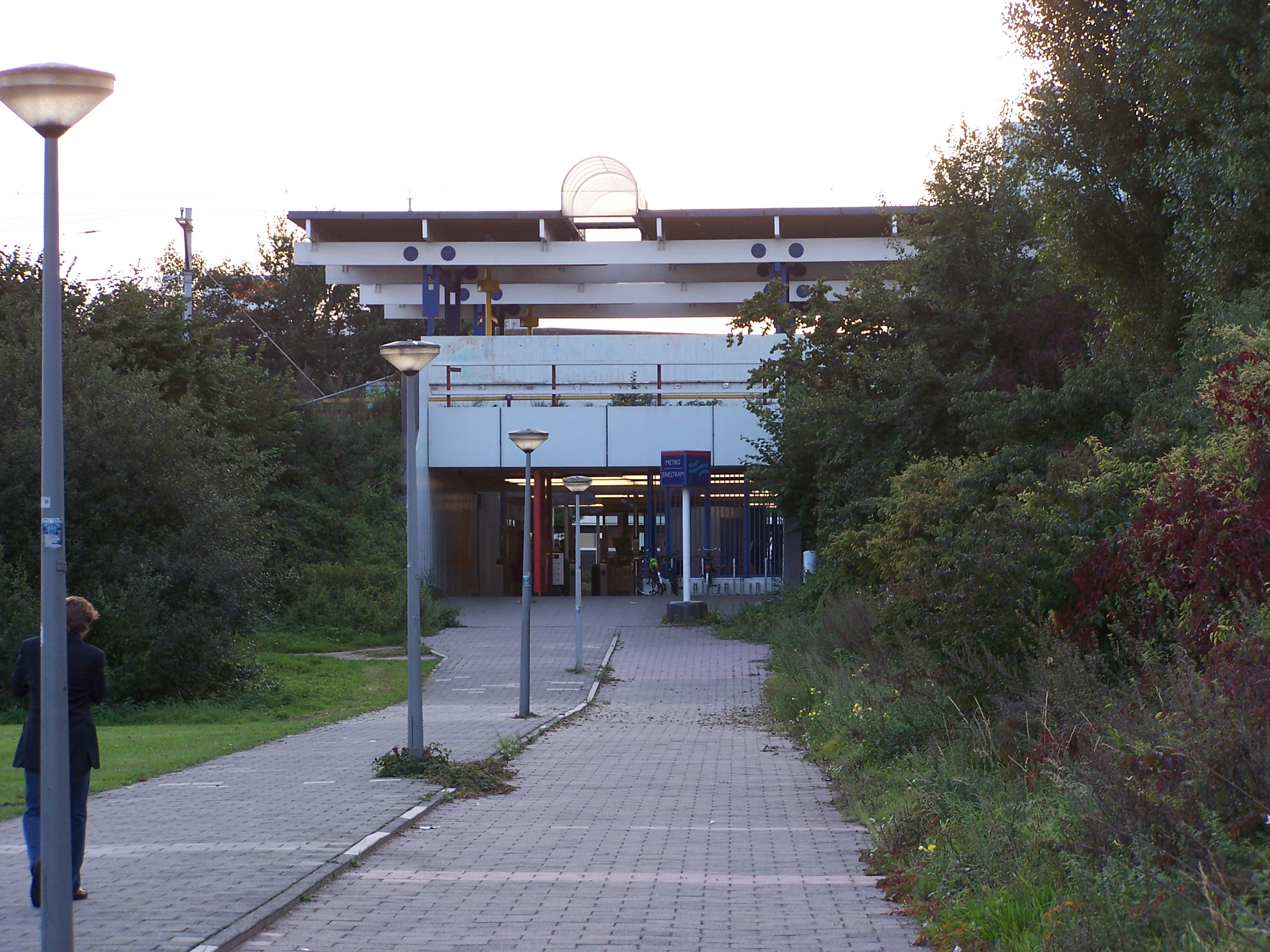
Ingang
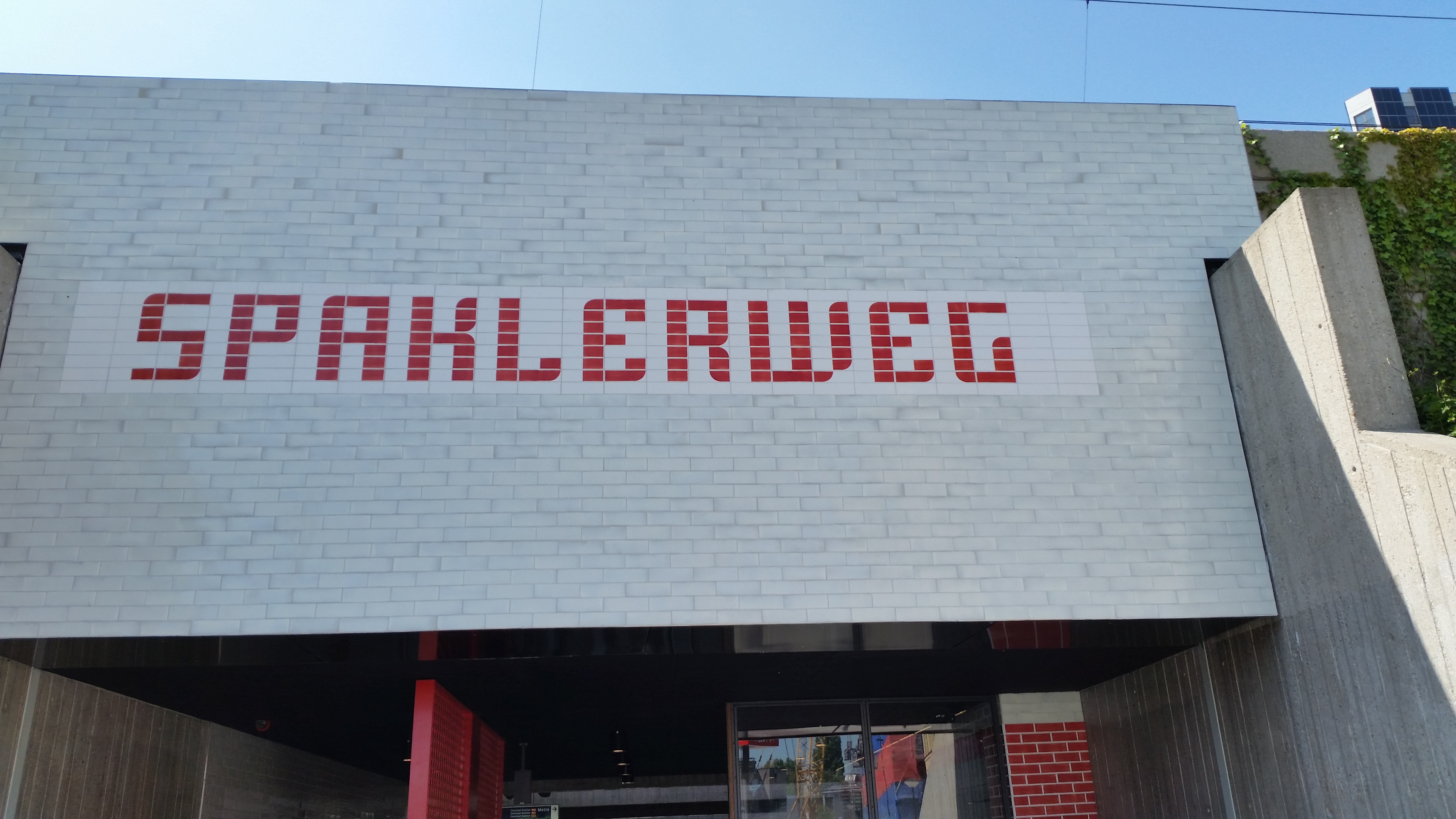
Nieuw tegelwerk (mei 2020)
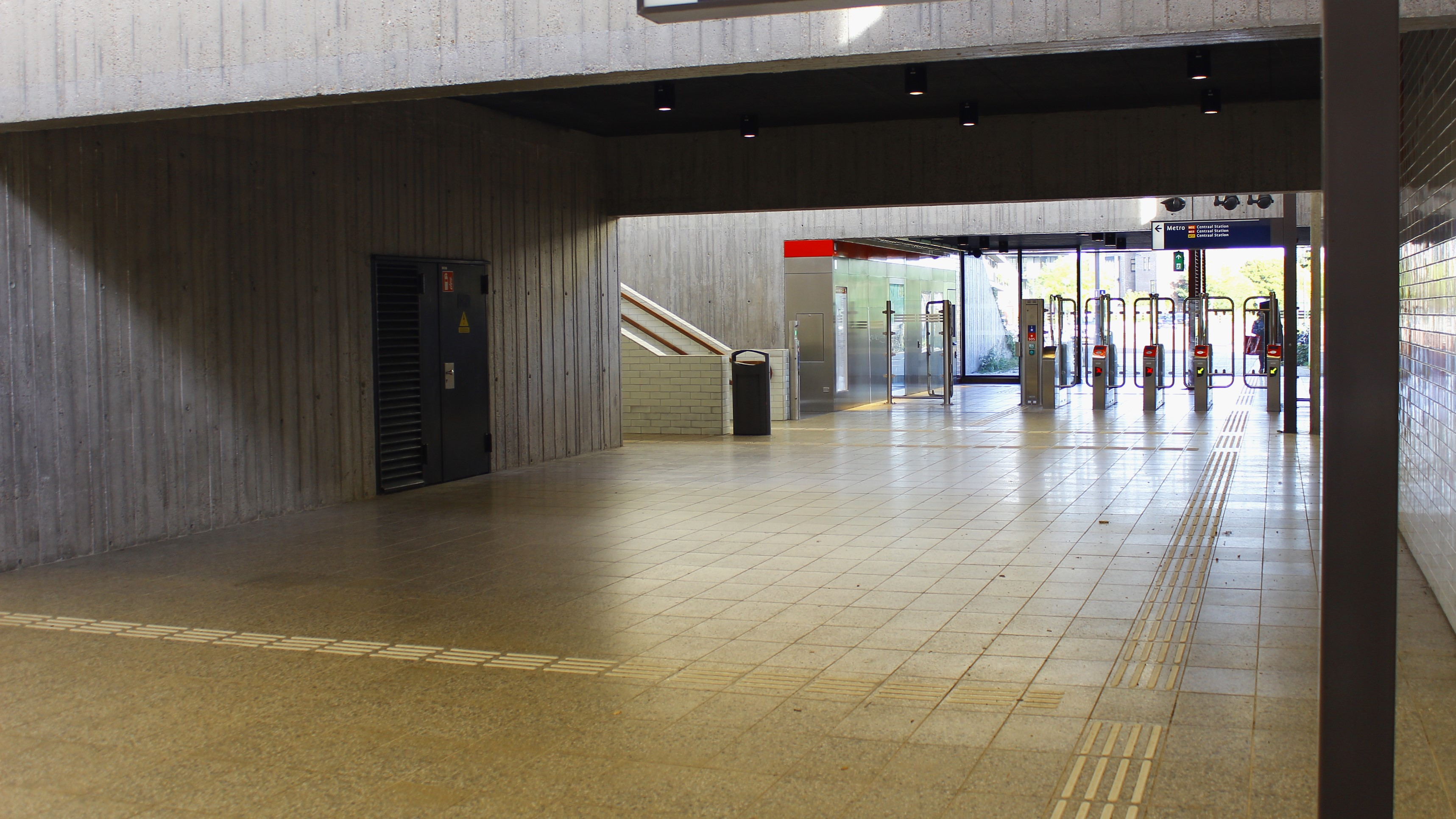
Hal

Centraal Station (NS) ·
Nieuwmarkt ·
Waterlooplein ·
Weesperplein ·
Wibautstraat ·
Amstelstation (NS) ·
Spaklerweg ·
Overamstel ·
Station RAI (NS) ·
Station Zuid (NS) ·
Amstelveenseweg ·
Henk Sneevlietweg ·
Heemstedestraat ·
Station Lelylaan (NS) ·
Postjesweg ·
Jan van Galenstraat ·
De Vlugtlaan ·
Station Sloterdijk (NS) ·
Isolatorweg
Centraal Station (NS) ·
Nieuwmarkt ·
Waterlooplein ·
Weesperplein ·
Wibautstraat ·
Amstelstation (NS) ·
Spaklerweg ·
Van der Madeweg ·
Venserpolder ·
Station Diemen Zuid (NS) ·
Verrijn Stuartweg ·
Ganzenhoef ·
Kraaiennest ·
Gaasperplas
Centraal Station (NS) ·
Nieuwmarkt ·
Waterlooplein ·
Weesperplein ·
Wibautstraat ·
Amstelstation (NS) ·
Spaklerweg ·
Van der Madeweg ·
Station Duivendrecht (NS) ·
Strandvliet ·
Station Bijlmer ArenA (NS) ·
Bullewijk ·
Holendrecht (NS) ·
Reigersbos ·
Gein